# Saison 1926-1927 des Sénateurs d'Ottawa
Autres saisons
Saison précédente Saison suivante
La saison 1926-1927 de hockey sur glace est la quarante-deuxième à laquelle participent les Sénateurs d'Ottawa.

## Classement
| Clt   | Équipe                 | PJ | V  | D  | N | BP | BC | Pts |
| ----- | ---------------------- | -- | -- | -- | - | -- | -- | --- |
| +001, | Sénateurs d'Ottawa     | 44 | 30 | 10 | 4 | 86 | 69 | 64  |
| +002, | Canadiens de Montréal  | 44 | 28 | 14 | 2 | 99 | 67 | 58  |
| +003, | Maroons de Montréal    | 44 | 20 | 20 | 4 | 71 | 68 | 44  |
| +004, | Americans de New York  | 44 | 17 | 25 | 2 | 82 | 91 | 36  |
| +005, | Maple Leafs de Toronto | 44 | 15 | 24 | 5 | 79 | 94 | 35  |

- Champion de la division Canadienne et qualifié directement pour la demi-finale des séries de la LNH
- Qualifié pour le quart de finale des séries de la LNH

## Meilleurs pointeurs
| Nom            | PJ | B  | A  | Pts | Pun |
| -------------- | -- | -- | -- | --- | --- |
| Cy Denneny     | 42 | 17 | 6  | 23  | 16  |
| King Clancy    | 43 | 9  | 10 | 19  | 78  |
| Hec Kilrea     | 42 | 11 | 7  | 18  | 48  |
| Frank Finnigan | 36 | 15 | 1  | 16  | 52  |
| Hooley Smith   | 43 | 9  | 6  | 15  | 125 |
| Frank Nighbor  | 38 | 6  | 6  | 12  | 26  |
| George Boucher | 40 | 8  | 3  | 11  | 115 |
| Jack Adams     | 40 | 5  | 1  | 6   | 66  |
| Alex Smith     | 42 | 4  | 1  | 5   | 58  |
| Ed Gorman      | 41 | 1  | 0  | 1   | 17  |
| Milt Halliday  | 38 | 1  | 0  | 1   | 2   |
| Alex Connell   | 44 | 0  | 0  | 0   | 2   |
| Stan Jackson   | 8  | 0  | 0  | 0   | 2   |

## Saison régulière
| No | Date        | Visiteur               | Score | Domicile               | Fiche   | Pts |
| -- | ----------- | ---------------------- | ----- | ---------------------- | ------- | --- |
| 1  | 18 novembre | Sénateurs d'Ottawa     | 2-1   | Maroons de Montréal    | 1-0-0   | 2   |
| 2  | 20 novembre | Americans de New York  | 1-2   | Sénateurs d'Ottawa     | 2-0-0   | 4   |
| 3  | 25 novembre | Sénateurs d'Ottawa     | 2-2   | Maple Leafs de Toronto | 2-0-1   | 5   |
| 4  | 27 novembre | Maroons de Montréal    | 0-1   | Sénateurs d'Ottawa     | 3-0-1   | 7   |
| 5  | 30 novembre | Sénateurs d'Ottawa     | 2-1   | Bruins de Boston       | 4-0-1   | 9   |
| 6  | 4 décembre  | Canadiens de Montréal  | 1-4   | Sénateurs d'Ottawa     | 5-0-1   | 11  |
| 7  | 7 décembre  | Sénateurs d'Ottawa     | 3-2   | Blackhawks de Chicago  | 6-0-1   | 13  |
| 8  | 9 décembre  | Sénateurs d'Ottawa     | 3-1   | Cougars de Détroit     | 7-0-1   | 15  |
| 9  | 11 décembre | Maple Leafs de Toronto | 1-2   | Sénateurs d'Ottawa     | 8-0-1   | 17  |
| 10 | 14 décembre | Sénateurs d'Ottawa     | 2-0   | Americans de New York  | 9-0-1   | 19  |
| 11 | 16 décembre | Cougars de Détroit     | 5-0   | Sénateurs d'Ottawa     | 9-1-1   | 19  |
| 12 | 18 décembre | Sénateurs d'Ottawa     | 0-0   | Maroons de Montréal    | 9-1-2   | 20  |
| 13 | 23 décembre | Rangers de New York    | 0-1   | Sénateurs d'Ottawa     | 10-1-2  | 22  |
| 14 | 28 décembre | Sénateurs d'Ottawa     | 3-2   | Rangers de New York    | 11-1-2  | 24  |
| 15 | 1er janvier | Canadiens de Montréal  | 1-2   | Sénateurs d'Ottawa     | 12-1-2  | 26  |
| 16 | 4 janvier   | Sénateurs d'Ottawa     | 1-2   | Bruins de Boston       | 12-2-2  | 26  |
| 17 | 8 janvier   | Sénateurs d'Ottawa     | 2-0   | Canadiens de Montréal  | 13-2-2  | 28  |
| 18 | 11 janvier  | Maple Leafs de Toronto | 1-4   | Sénateurs d'Ottawa     | 14-2-2  | 30  |
| 19 | 13 janvier  | Sénateurs d'Ottawa     | 3-1   | Pirates de Pittsburgh  | 15-2-2  | 32  |
| 20 | 15 janvier  | Bruins de Boston       | 4-5   | Sénateurs d'Ottawa     | 16-2-2  | 34  |
| 21 | 21 janvier  | Pirates de Pittsburgh  | 6-1   | Sénateurs d'Ottawa     | 16-3-2  | 34  |
| 22 | 21 janvier  | Maroons de Montréal    | 0-1   | Sénateurs d'Ottawa     | 17-3-2  | 36  |
| 23 | 26 janvier  | Sénateurs d'Ottawa     | 1-6   | Americans de New York  | 17-4-2  | 36  |
| 24 | 28 janvier  | Cougars de Détroit     | 1-3   | Sénateurs d'Ottawa     | 18-4-2  | 38  |
| 25 | 30 janvier  | Sénateurs d'Ottawa     | 0-0   | Maroons de Montréal    | 18-4-3  | 39  |
| 25 | 1er février | Americans de New York  | 4-2   | Sénateurs d'Ottawa     | 18-5-3  | 39  |
| 27 | 5 février   | Blackhawks de Chicago  | 1-2   | Sénateurs d'Ottawa     | 19-5-3  | 41  |
| 28 | 9 février   | Sénateurs d'Ottawa     | 3-5   | Blackhawks de Chicago  | 19-6-3  | 41  |
| 29 | 12 février  | Sénateurs d'Ottawa     | 1-0   | Maple Leafs de Toronto | 20-6-3  | 43  |
| 30 | 15 février  | Rangers de New York    | 2-2   | Sénateurs d'Ottawa     | 20-6-4  | 44  |
| 31 | 17 février  | Sénateurs d'Ottawa     | 2-1   | Cougars de Détroit     | 21-6-4  | 46  |
| 32 | 19 février  | Pirates de Pittsburgh  | 0-1   | Sénateurs d'Ottawa     | 22-6-4  | 48  |
| 33 | 22 février  | Canadiens de Montréal  | 1-2   | Sénateurs d'Ottawa     | 23-6-4  | 50  |
| 34 | 24 février  | Sénateurs d'Ottawa     | 1-0   | Rangers de New York    | 24-6-4  | 52  |
| 35 | 26 février  | Sénateurs d'Ottawa     | 2-3   | Americans de New York  | 24-7-4  | 52  |
| 36 | 3 mars      | Sénateurs d'Ottawa     | 2-1   | Pirates de Pittsburgh  | 25-7-4  | 54  |
| 37 | 5 mars      | Blackhawks de Chicago  | 2-1   | Sénateurs d'Ottawa     | 25-8-4  | 54  |
| 38 | 10 mars     | Maroons de Montréal    | 1-0   | Sénateurs d'Ottawa     | 25-9-4  | 54  |
| 39 | 12 mars     | Americans de New York  | 3-4   | Sénateurs d'Ottawa     | 26-9-4  | 56  |
| 40 | 15 mars     | Sénateurs d'Ottawa     | 1-4   | Canadiens de Montréal  | 26-10-4 | 56  |
| 41 | 17 mars     | Bruins de Boston       | 0-1   | Sénateurs d'Ottawa     | 27-10-4 | 58  |
| 42 | 19 mars     | Sénateurs d'Ottawa     | 2-0   | Maple Leafs de Toronto | 28-10-4 | 60  |
| 43 | 24 mars     | Maple Leafs de Toronto | 0-4   | Sénateurs d'Ottawa     | 29-10-4 | 62  |
| 44 | 26 mars     | Sénateurs d'Ottawa     | 3-2   | Maroons de Montréal    | 30-10-4 | 64  |